# Maryniusz
Maryniusz — imię męskie pochodzące od łacińskiego przymiotnika marinus - morski. Wersja oboczna - Maryn. Wśród patronów tego imienia - św. Maryn (Maryniusz), od imienia którego pochodzi nazwa San Marino.
Żeński odpowiednik: Maryna.
Maryn i Maryniusz imieniny obchodzą 3 marca, 8 sierpnia, 3 września i 15 grudnia.